# Fremantle Highway
MV Fremantle Highway es un Ro-Ro propiedad del astillero japonés Imabari, siendo gestionado técnicamente por Wallem Shipmanagement Japanese y operado por K Line. El Fremantle Highway navega con bandera panameña.
En la noche del 25 de julio de 2023, se produjo un incendio en la zona de carga del barco en el Mar del Norte frente a la costa de los Países Bajos. Uno de los 23 tripulantes murió y el resto de ellos fue rescatado. Una operación de rescate para evitar el hundimiento y un derrame de petróleo duró hasta el 3 de agosto de 2023, cuando el barco fue rescatado y remolcado a Eemshaven.

## Diseño y descripción
La nave, de 199 metros de largo con una manga de 32 metros, es propulsada por un motor diésel de ocho cilindros y dos tiempos con una potencia de 12.240kilovatios. El motor actúa sobre una hélice. Cuatro generadores diésel con una potencia total de 4.750 kW están disponibles para la generación de energía. Una rampa de popa en el lado de estribor y una rampa lateral aproximadamente en el medio en el lado de estribor están disponibles para el manejo de la carga. La rampa trasera se puede cargar con hasta 100 toneladas. La altura máxima del techo en las cubiertas de vehículos es de 5,1 metros.

## Historia
Fremantle Highway se construyó en 2013 y recibió el número de casco 1617 en el astillero japonés Imabari Zōsen. La  puesta de quilla fue el 17 de mayo y la botadura tuvo lugar el 30 de septiembre de 2013. Se completó el 17 de diciembre de 2013.

## Incendio

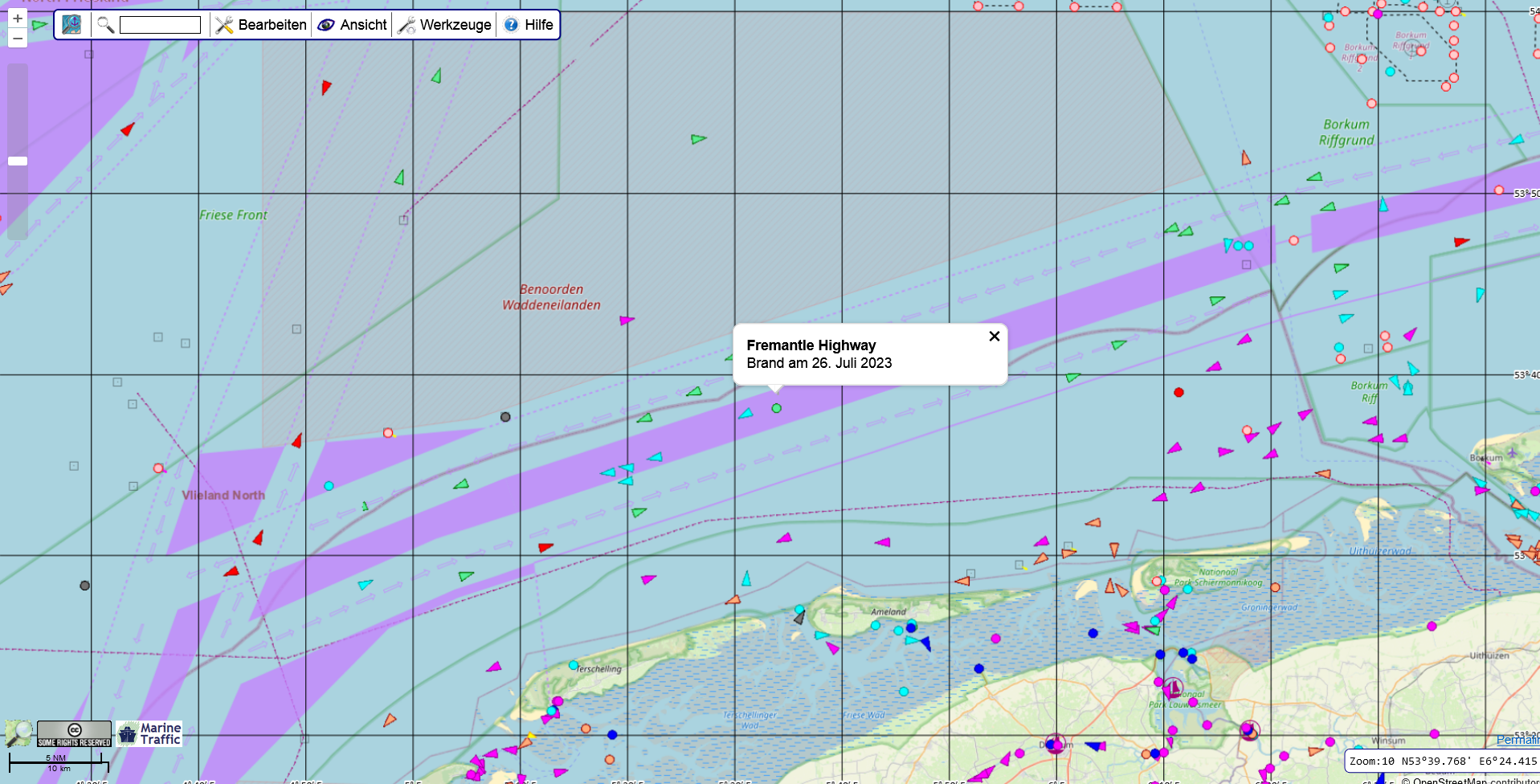
Ubicación del barco en llamas el 27 de julio de 2023

El Fremantle Highway se incendió frente a la costa de la isla holandesa de Ameland alrededor de las 11:45 p. m. (CET) del 25 de julio de 2023 mientras se dirigía desde Bremerhaven, Alemania, con destino a Port Said en Egipto el 2 de agosto de 2023. K Line y Shoei Kisen Kaisha declararon que el destino final del barco era Singapur y que transportaba aproximadamente 3.000 automóviles.
Uno de los 23 tripulantes murió, mientras que los demás fueron evacuados en un helicóptero y un bote salvavidas por la Guardia Costera de los Países Bajos. Todos los marinos eran ciudadanos indios, 16 de ellos resultaron heridos. Posteriormente, el Fremantle Highway fue remolcado fuera de las principales rutas de navegación.
La empresa alemana BLG Logistics Group AG & Co. KG declaró que había cargado 2.500 automóviles y carga "alta y pesada" en el Fremantle Highway en el puerto de Bremerhaven, además de los automóviles ya cargados. El 28 de julio, se informó que había casi 500 autos eléctricos en el barco, mucho más de lo que se supuso originalmente.  Un total de 3.783 autos nuevos estaban en el barco, según informaron los medios holandeses.

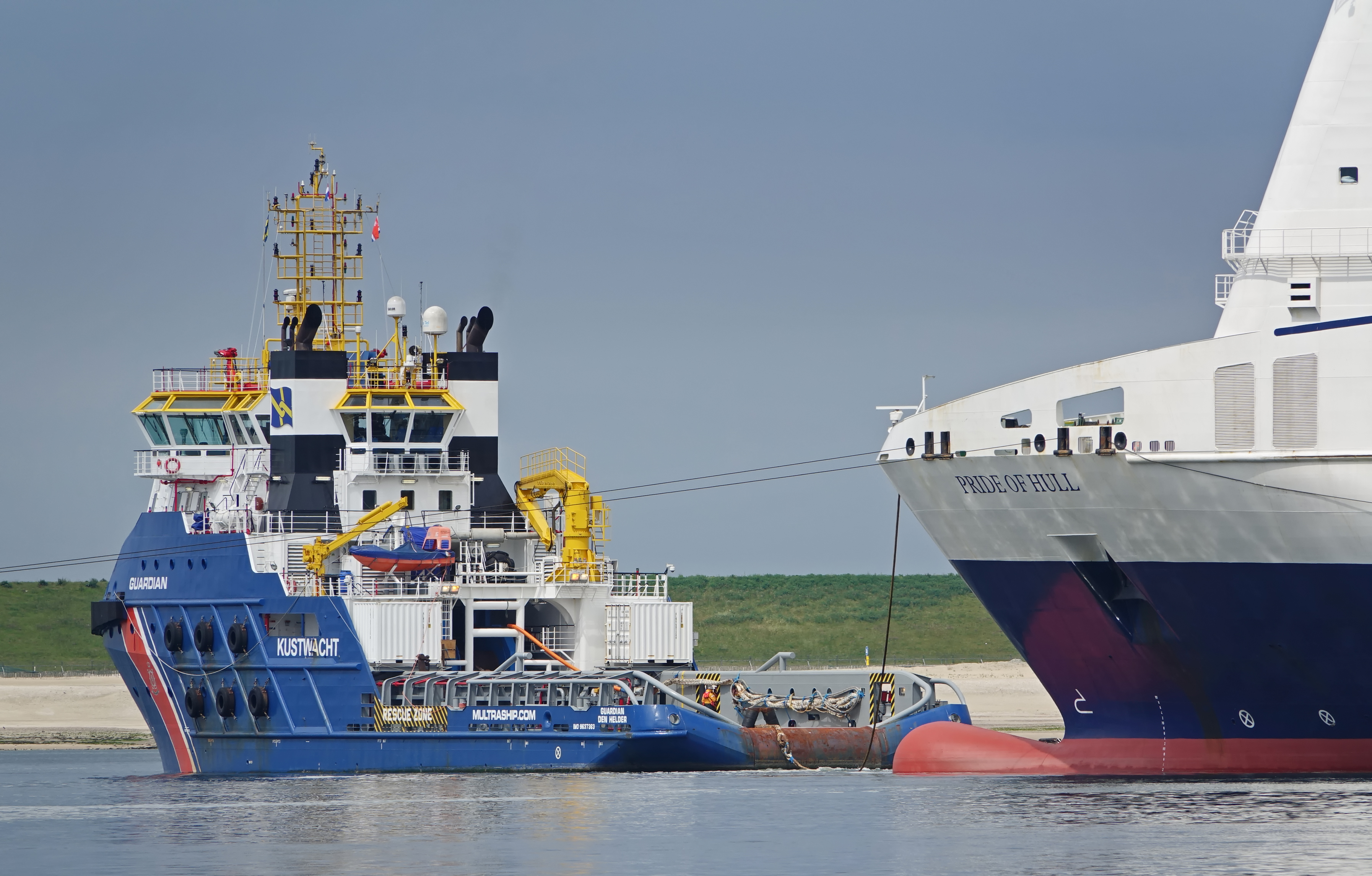
El remolcador pesado Guardian de la Guardia Costera de los Países Bajos fue uno de los primeros barcos en la escena.

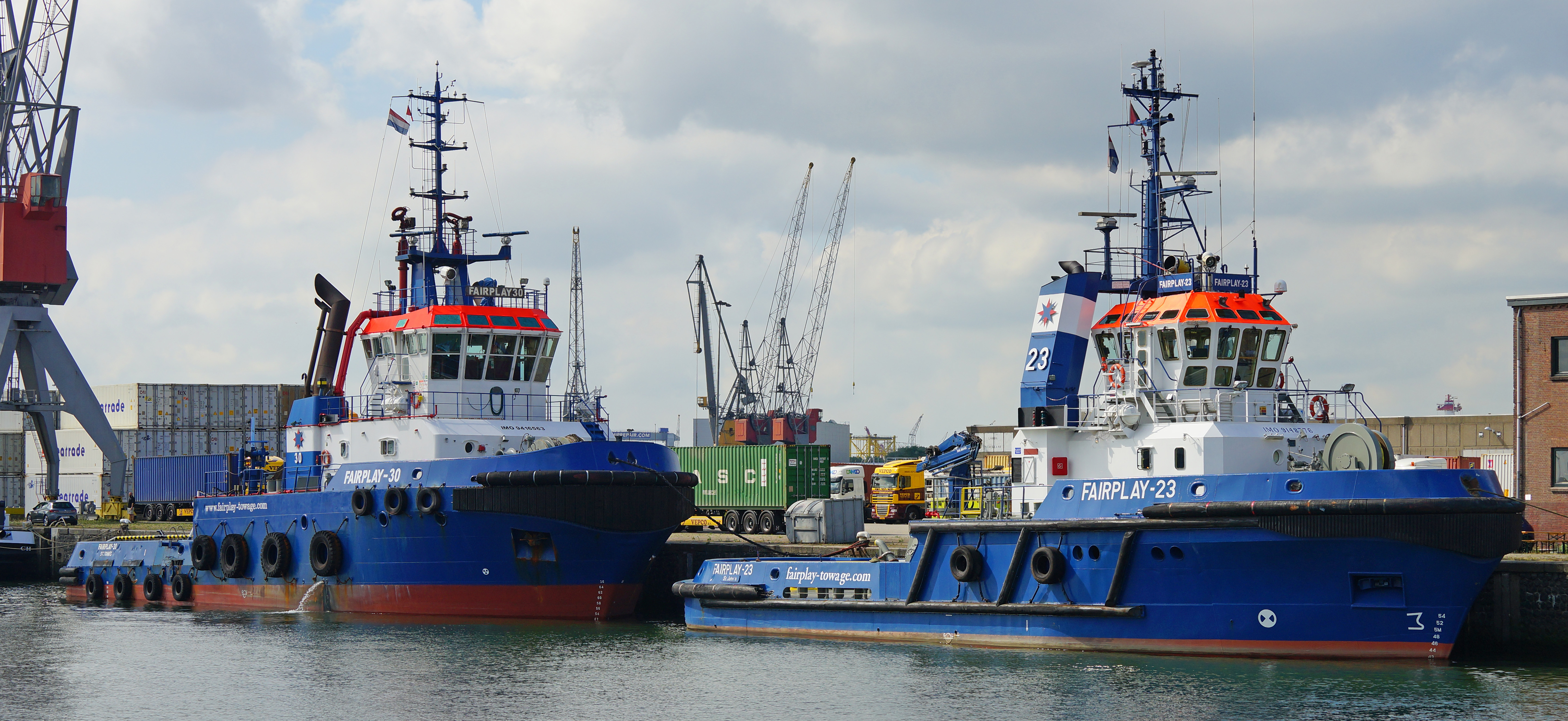
Fairplay-30 (izquierda) fue uno de los remolcadores que controlaron y finalmente remolcaron la autopista Fremantle durante días.

### Operación de salvamento
Se ordenaron remolcadores y barcos contraincendios holandeses y alemanes al barco en llamas, así como un barco de recuperación de petróleo en caso de fuga. El barco estaba en una posición al norte de la isla de Terschelling, entre dos rutas marítimas muy transitadas hacia y desde Alemania. La operación de salvamento estaba dirigida por el Rijkswaterstaat de los Países Bajos, junto con la Guardia Costera de los Países Bajos y empresas de salvamento contratadas, como Smit International y Boskalis. El propietario del Fremantle Highway contrató a la empresa holandesa de carga pesada Royal Boskalis Westminster para la operación de salvamento.
Dado que existía el riesgo de que el barco se volviera inestable debido a la extinción directa, solo se enfrió con agua la proa. El 28 de julio se estableció una conexión de remolque. Desde que se desató el incendio, el buque no pudo ser arrastrado por efectos de las condiciones de la corriente, marea y viento.
El 29 de julio, Fremantle Highway fue remolcado fuera de su peligroso atracadero, hacia el este frente a la isla de Schiermonnikoog en el Mar de Frisia. Cuando los fuertes vientos del suroeste impulsaron el humo del buque de carga directamente sobre el remolcador. Las autoridades detuvieron temporalmente la operación.
En la tarde del 30 de julio, dos remolcadores lograron comenzar a remolcarlo hasta la posición provisional en el Mar al Norte de Schiermonnikoog. El barco permaneció allí hasta que se encontró un puerto. El carguero aún en llamas llegó a su nuevo fondeadero provisional alrededor del mediodía del 31 de julio después de un peligroso transporte a lo largo de las islas del Mar de Frisia.
El 1 de agosto, un equipo de expertos subió a bordo de Fremantle Highway y descubrió que ya no había incendios visibles y que el casco del barco estaba en buenas condiciones. Durante la noche del 1 al 2 de agosto arreció el viento y las olas se hicieron más grandes, por lo cual se hizo más difícil para el equipo de salvamento mantener el barco en posición. El 2 de agosto se instaló otra conexión de remolque para conectar el barco a los remolcadores desde la parte delantera y trasera. El director ejecutivo de la empresa de salvamento Boskalis advirtió que enormes fuerzas ya estaban actuando en los flancos del barco, si el viento se arreciara, existía el riesgo de que el barco ya no fuera controlable. Se pronosticaba un viento del noroeste para los días siguientes, que empujaría el barco hacia la costa, dijo Peter Berdowski de Boskalis. La empresa quería que el barco se trasladara al puerto de Eemshaven con poca antelación. El puerto allí era el más cercano al que podía llegar.
Se pronosticaron fuerzas de viento de 7 a 8 de la escala de Beaufort para el primer fin de semana de agosto de 2023. Debido al casco alto y, por lo tanto, a una superficie muy grande que sufría el ataque del viento, el ministro holandés responsable de Infraestructura y Gestión del Agua, Mark Harbers, decidió en la noche del 2 de agosto de 2023 hacer remolcar el buque al puerto de Eemshaven, a 64kilómetros (40mi) lejos de la última posición de espera. La operación de remolque comenzó en la mañana del 3 de agosto alrededor de las 5 a. m. El convoy de remolque con el barco averiado llegó allí al mediodía.

### Paradero de la nave

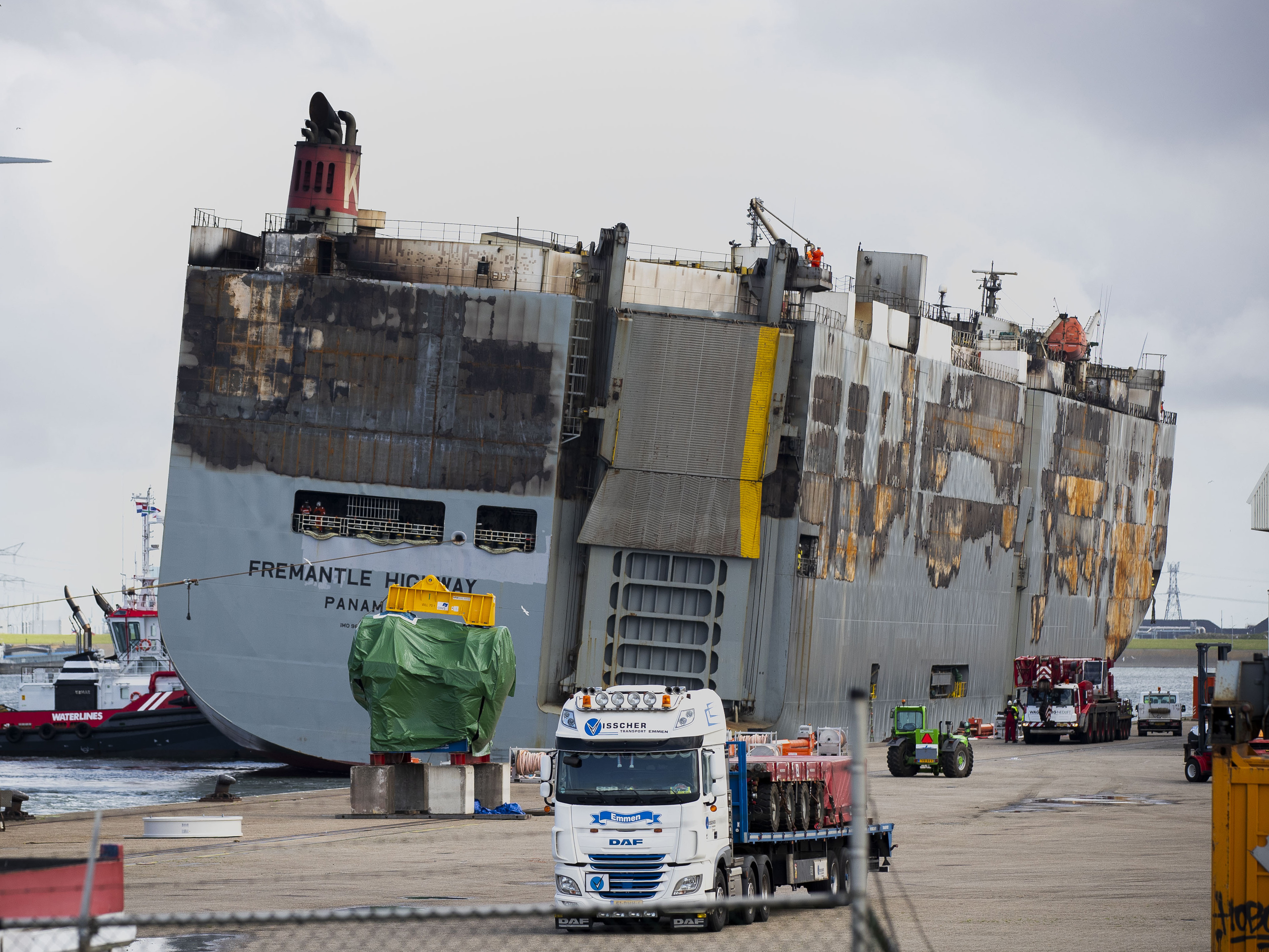
El Fremantle Highway en Eemshaven

La carga del barco se descargó en Eemshaven. La naviera japonesa quiere aclarar en agosto de 2023 si el barco se puede reparar o si hay que desguazarlo.
Después de los primeros avistamientos en Eemshaven, las compañías de seguros están asumiendo que el flete es una pérdida total. Se estima en unos 300 millones de euros.

### Riesgos ambientales
El incendio y el posible hundimiento del barco causó riesgos ambientales, ya que Ameland se encuentra en el área del Mar de Frisia que abarca los Países Bajos, Dinamarca y Alemania y ha sido declarado Patrimonio de la Humanidad por la UNESCO, con una rica diversidad de más de 10,000 especies acuáticas y terrestres.
Según el Ministerio Federal de Medio Ambiente de Alemania, hay 1.600 toneladas de fueloil pesado (1,6 millones de litros) y otras 200 toneladas de gasóleo a bordo.

### Investigaciones
Ha habido mucha especulación de que el paquete de baterías de un automóvil eléctrico habría caussadoel incendio. Sin embargo, se desconoce la causa del mismo. Las investigaciones comenzaron cuando el barco estaba amarrado en Eemshaven.

### Reacciones
Un portavoz de la Organización Marítima Internacional (OMI) dijo que, a la luz del creciente número de incendios en los buques de carga, la OMI anunciará nuevos estándares de seguridad para quienes transporten vehículos eléctricos en 2024. Las pautas podrían incluir especificaciones sobre en qué medida se puede cargar una batería. La OMI dijo que los productos químicos para extinguir incendios, mantas ignífugas especiales, equipos como extintores de chorro de penetración de batería y espacios más grandes que quedan entre los vehículos eléctricos en los barcos también podrían volverse obligatorios.
Christian Meyer (Alianza 90/Los Verdes), ministro de medio ambiente de Baja Sajonia, exigió mejores estándares ambientales y de seguridad para los barcos comerciales. Los barcos de alto riesgo no deben tomar rutas costeras y, por lo tanto, poner en peligro el Parque Nacional del Mar de Frisia. Meyer recordó los desastres de barcos anteriores con el MSC Zoe, en los que varios contenedores cayeron por la borda y llegaron en Borkum en 2019. En 1998, el buque Pallas naufragó frente a la isla alemana de Amrum.
La organización Birdlife NABU exigió que la protección del Mar de Frisia finalmente tuviera prioridad sobre los intereses económicos. También señalaron que había que reorganizar el tráfico marítimo y que el transporte de vehículos a batería debía realizarse bajo unas normas de transporte y protección contra incendios mucho más estrictas. Alemania debería ser un defensor activo de estas regulaciones en la OMI en cooperación con los Países Bajos y Dinamarca. Con frecuencia, las líneas navieras atravesarían directamente áreas marinas protegidas. Para cumplir con la estrategia de biodiversidad de la UE, esto debería cambiarse.
Los políticos de las islas del Mar de Frisia y los conservacionistas de la naturaleza exigen que la ruta del sur hacia la Bahía Alemana, que atraviesa el Mar de Frisia, se cierre a los transportes peligrosos.